# Całka krzywoliniowa
Całka krzywoliniowa – całka, w której całkowana funkcja przyjmuje wartości wzdłuż pewnej krzywej (regularnej). Gdy krzywa całkowania jest zamknięta, to całkę nazywa się niekiedy całką okrężną.
Funkcja podcałkowa może być polem skalarnym lub wektorowym; w pierwszym przypadku mówi się o całce krzywoliniowej nieskierowanej lub niezorientowanej, w drugim zaś o całce krzywoliniowej skierowanej bądź zorientowanej; nieco innym pojęciem jest opisana w dalszej części całka krzywoliniowa zespolona. Wartość całki krzywoliniowej można sobie wyobrażać jako sumę wartości pola (skalarnego lub wektorowego) we wszystkich punktach z wagą opisaną przez pewną funkcję skalarną na krzywej (w przypadku całki nieskierowanej waga ta jest powiązana z długością łuku, a w przypadku całki skierowanej – z jego parametryzacją, a dokładniej z jej składowymi, czyli rzutami tego łuku na osie współrzędnych). Wspomniana waga odróżnia całkę krzywoliniową od prostszych całek określonych na przedziałach. Wiele prostych wzorów fizycznych ma naturalne, ciągłe odpowiedniki wyrażone w języku całek krzywoliniowych, np.
{\displaystyle W=\mathbf {F} \cdot \mathbf {s} }
odpowiada
{\displaystyle W=\int \limits _{C}\mathbf {F} \ \mathrm {d} \mathbf {s} \ {\overset {\underset {\mathrm {ozn} }{\ }}{=}}\int \limits _{C}\mathbf {F} \cdot \mathrm {d} \mathbf {s} ,}
gdzie całka krzywoliniowa skierowana opisuje pracę wykonaną przez obiekt poprzez przemieszczanie go w polu elektrycznym lub grawitacyjnym.

## Całka niezorientowana

Dwuwymiarowe pole skalarne można przedstawić jako powierzchnię zanurzoną w trójwymiarowej przestrzeni (pokolorowana): całka krzywoliniowa z wzdłuż krzywej leżącej w płaszczyźnie może być przedstawiona jako pole powierzchni „kurtyny” (zacieniowanej na niebiesko) łączącej pionowo krzywą (zaznaczonej na czerwono) z powierzchnią które można wyznaczyć po wyprostowaniu krzywej za pomocą całki prostoliniowej.

Całkę niezorientowaną pola skalarnego {\displaystyle f\colon \mathbb {R} ^{n}\supseteq U\to \mathbb {R} } wzdłuż krzywej regularnej (tzn. krzywej kawałkami gładkiej) {\displaystyle C\subseteq U} definiuje się wzorem
{\displaystyle \int \limits _{C}f\ \mathrm {d} \mathbf {s} =\int \limits _{a}^{b}f{\big (}\mathrm {r} (t){\big )}{\big |}\mathrm {r} '(t){\big |}\ \mathrm {d} t,}
gdzie {\displaystyle \mathrm {r} \colon [a,b]\to C} jest dowolną wzajemnie jednoznaczną parametryzacją krzywej {\displaystyle C,} przy czym {\displaystyle \mathrm {r} (a)} oraz {\displaystyle \mathrm {r} (b)} opisują końce krzywej {\displaystyle C.}
Funkcję {\displaystyle f} nazywa się funkcją podcałkową, krzywa {\displaystyle C} to dziedzina całkowania, zaś symbol {\displaystyle \mathrm {d} \mathbf {s} } może być intuicyjnie rozumiany jako element długości krzywej. Całka krzywoliniowa pola skalarnego wzdłuż krzywej {\displaystyle C} nie zależy od wybranej parametryzacji {\displaystyle \mathrm {r} } tej krzywej. W szczególności nie jest istotne, który z końców uznać za pierwszy, tzn.
{\displaystyle \int \limits _{C}f\ \mathrm {d} \mathbf {s} =\int \limits _{-C}f\ \mathrm {d} \mathbf {s} ,}
gdzie {\displaystyle -C} oznacza dowolną parametryzację przeciwną do danej parametryzacji {\displaystyle C,} np. parametryzację {\displaystyle \mathrm {r} (a+b-t)} dla parametryzacji {\displaystyle \mathrm {r} (t)} krzywej {\displaystyle C,} gdzie {\displaystyle t\in [a,b].}
Całka funkcji {\displaystyle f} dla zawierającej się w płaszczyźnie krzywej {\displaystyle C} o parametryzacji {\displaystyle \mathrm {r} (t)={\big (}x(t),\ y(t){\big )},} gdzie {\displaystyle t\in [a,b],} przyjmuje postać
{\displaystyle \int \limits _{a}^{b}f{\big (}\mathrm {r} (t){\big )}{\big |}\mathrm {r} '(t){\big |}\ \mathrm {d} t=\int \limits _{a}^{b}f{\big (}x(t),\ y(t){\big )}{\sqrt {{\big (}x'(t){\big )}^{2}+{\big (}y'(t){\big )}^{2}}}\ \mathrm {d} t.}

### Konstrukcja
Całkę krzywoliniową pola skalarnego można skonstruować za pomocą sumy Riemanna korzystając z powyższych definicji {\displaystyle f,C} oraz parametryzacji {\displaystyle \mathrm {r} } krzywej {\displaystyle C.} Można to uczynić poprzez podział przedziału {\displaystyle [a,b]} na {\displaystyle n} podprzedziałów {\displaystyle [t_{i-1},t_{i}]} długości {\displaystyle \Delta t={\tfrac {b-a}{n}};} wtedy {\displaystyle \mathrm {r} (t_{i})} oznacza pewien punkt, nazywany dalej punktem próbkowym, na krzywej {\displaystyle C.} Można wykorzystać zbiór punktów próbkowych {\displaystyle {\big \{}\mathrm {r} (t_{i})\colon 1\leqslant i\leqslant n{\big \}}} do przybliżenia krzywej {\displaystyle C} za pomocą łamanej przez połączenie odcinkiem każdej pary punktów próbkowych {\displaystyle \mathrm {r} (t_{i-1})} oraz {\displaystyle \mathrm {r} (t_{i}).} Odległość między każdą parą sąsiednich punktów krzywych oznaczana będzie w dalszym ciągu przez {\displaystyle \Delta \mathrm {s} _{i}.} Iloczyn {\displaystyle f{\big (}\mathrm {r} (t_{i}){\big )}\Delta \mathrm {s} _{i}} można związać z polem zorientowanym prostokąta o wysokości i szerokości odpowiednio {\displaystyle f{\big (}\mathrm {r} (t_{i}){\big )}} oraz {\displaystyle \Delta \mathrm {s} _{i}.} Ponieważ
{\displaystyle \lim _{\Delta t\to 0}{\frac {\Delta s_{i}}{\Delta t}}=\lim _{\Delta t\to 0}{\frac {{\big |}\mathrm {r} (t_{i}+\Delta t)-\mathrm {r} (t_{i}){\big |}}{\Delta t}}={\big |}\mathrm {r} '(t_{i}){\big |},}
to biorąc granicę sumy wyrazów przy długości podziałów dążącej do zera,
{\displaystyle I=\lim _{\Delta t\to 0}\sum _{i=1}^{n}f{\big (}\mathrm {r} (t_{i}){\big )}\Delta \mathrm {s} _{i}=\lim _{\Delta t\to 0}\sum _{i=1}^{n}\left(f{\big (}\mathrm {r} (t_{i}){\big )}{\tfrac {\Delta \mathrm {s} _{i}}{\Delta t}}\right)\Delta t,}
otrzymuje się całkę Riemanna
{\displaystyle I=\int \limits _{a}^{b}f{\big (}\mathrm {r} (t){\big )}{\big |}\mathrm {r} '(t){\big |}\ \mathrm {d} t.}

## Całka zorientowana
Całkę z pola wektorowego {\displaystyle \mathrm {f} \colon \mathbb {R} ^{n}\supseteq U\to \mathbb {R} ^{n}} wzdłuż krzywej regularnej {\displaystyle C\subseteq U} w kierunku {\displaystyle \mathrm {r} } definiuje się jako
{\displaystyle \int \limits _{C}\mathrm {f} (\mathrm {r} )\ \mathrm {dr} =\int \limits _{a}^{b}\mathrm {f} {\big (}\mathrm {r} (t){\big )}\cdot \mathrm {r} '(t)\ \mathrm {d} t,}
gdzie {\displaystyle \cdot } oznacza iloczyn skalarny, zaś {\displaystyle \mathrm {r} \colon [a,b]\to C} jest wzajemnie jednoznaczną parametryzacją krzywej {\displaystyle C,} przy czym {\displaystyle \mathrm {r} (a)} oraz {\displaystyle \mathrm {r} (b)} wyznaczają końce {\displaystyle C.}
Całka niezorientowana pola skalarnego jest zatem całką zorientowaną pola wektorowego, w którym wektory są zawsze styczne do krzywej.
Całki pól wektorowych są niezależne od parametryzacji {\displaystyle \mathrm {r} } w wartości bezwzględnej, jednak zależą one od jej orientacji: odwrócenie orientacji parametryzacji zmienia znak całki na przeciwny.
Jeżeli {\displaystyle C} jest krzywą zamkniętą, tzn. jej punkty końcowe pokrywają się, to całkę nazywa się okrężną i czasami korzysta się z oznaczenia
{\displaystyle \oint \limits _{C}\mathrm {f} \ \mathrm {d} \mathbf {s} .}
Jeśli krzywa {\displaystyle C} zawiera się w płaszczyźnie i jest przy tym opisana parametryzacją {\displaystyle \mathrm {r} (t)={\big (}x(t),\ y(t){\big )},} gdzie {\displaystyle t\in [a,b],} to całka z funkcji {\displaystyle \mathrm {f} =(f_{1},\ f_{2})} wyraża się wzorem
{\displaystyle {\begin{aligned}\int \limits _{a}^{b}\mathrm {f} {\big (}\mathrm {r} (t){\big )}&\cdot \mathrm {r} '(t)\ \mathrm {d} t=\int \limits _{a}^{b}\mathrm {f} {\big (}x(t),\ y(t){\big )}\cdot {\big (}x'(t),\ y'(t){\big )}\ \mathrm {d} t\\&=\int \limits _{a}^{b}{\Big (}f_{1}{\big (}x(t),\ y(t){\big )}x'(t)+f_{2}{\big (}x(t),\ y(t){\big )}y'(t){\Big )}\ \mathrm {d} t.\end{aligned}}}

### Konstrukcja

Cząsteczka (zaznaczona na czerwono) przemieszcza się z punktu do punktu wzdłuż krzywej w polu wektorowym W prawym dolnym rogu przedstawiono pole wektorowe „z punktu widzenia” cząsteczki: w układzie odniesienia cząsteczki wraz ze zmianą kierunku cząsteczki (czerwona strzałka) zmieniają się wektory osiowe (szare strzałki); niebieska strzałka to oddziaływanie pola wektorowego na cząstkę w jej bieżącym położeniu; rzut pola wektorowego na kierunek ruchu cząsteczki (ich iloczyn skalarny) zaznaczony kolorem zielonym jest więc miarą pracy jaką wykonuje pole wektorowe nad cząstką w danym punkcie. Wartość całki krzywoliniowej jest więc równa pracy pola wektorowego nad cząstką wzdłuż całej jej trajektorii.

Całkę krzywoliniową skierowaną pola wektorowego można skonstruować analogicznie do całki nieskierowanej pola skalarnego. Wykorzystując definicje {\displaystyle \mathrm {f} ,C} oraz parametryzacji {\displaystyle \mathrm {r} } krzywej {\displaystyle C} można skonstruować ją za pomocą sumy Riemanna. Dzieląc przedział {\displaystyle [a,b]} na {\displaystyle n} przedziałów długości {\displaystyle \Delta t={\tfrac {b-a}{n}};} oznaczając przez {\displaystyle t_{i}} i-ty punkt na {\displaystyle [a,b],} pozycja i-tego punktu na krzywej {\displaystyle C} będzie dana przez {\displaystyle \mathrm {r} (t_{i}).} Jednakże zamiast obliczać odległości między kolejnymi punktami należy wyznaczyć ich wektory przesunięcia {\displaystyle \Delta \mathrm {s} _{i}.} Jak poprzednio, obliczenie {\displaystyle \mathrm {f} } we wszystkich punktach krzywej i wzięcie iloczynu skalarnego z każdym z wektorów przesunięcia daje nieskończenie mały przyrost każdego podziału {\displaystyle \mathrm {f} } na {\displaystyle C.} Przejście z długością podprzedziałów do granicy dążącej do zera daje sumę
{\displaystyle I=\lim _{\Delta t\to 0}\sum _{i=1}^{n}\mathrm {f} {\big (}\mathrm {r} (t_{i}){\big )}\cdot \Delta \mathrm {s} _{i}.}
Wektor przesunięcia między sąsiadującymi punktami krzywej jest dany jako
{\displaystyle \Delta \mathrm {s} _{i}=\mathrm {r} (t_{i}+\Delta t)-\mathrm {r} (t_{i})\approx \mathrm {r} '(t_{i})\Delta t;}
z tego powodu rozpatrywana całka jest równa
{\displaystyle I=\lim _{\Delta t\to 0}\sum _{i=1}^{n}\mathrm {f} {\big (}\mathrm {r} (t_{i}){\big )}\cdot \mathrm {r} '(t_{i})\Delta t.}

### Niezależność od drogi
Jeżeli pole wektorowe {\displaystyle \mathrm {f} } jest gradientem pola skalarnego {\displaystyle g,} tzn.
{\displaystyle \nabla g=\mathrm {f} ,}
to pochodna funkcji złożonej z {\displaystyle g} oraz {\displaystyle \mathrm {r} (t)} wyraża się przez
{\displaystyle {\frac {\mathrm {d} g{\big (}\mathrm {r} (t){\big )}}{\mathrm {d} t}}=\nabla g{\big (}\mathrm {r} (t){\big )}\cdot \mathrm {r} '(t)=\mathrm {f} {\big (}\mathrm {r} (t){\big )}\cdot \mathrm {r} '(t),}
co pokrywa się z funkcją podcałkową całki krzywoliniowej {\displaystyle \mathrm {f} } względem {\displaystyle \mathrm {r} (t).} Oznacza to, że dla danej drogi {\displaystyle C} zachodzi
{\displaystyle \int \limits _{C}\mathrm {f} (\mathrm {r} )\ \mathrm {dr} =\int \limits _{a}^{b}\mathrm {f} {\big (}\mathrm {r} (t){\big )}\cdot \mathrm {r} '(t)\ \mathrm {d} t=\int \limits _{a}^{b}{\frac {\mathrm {d} g{\big (}\mathrm {r} (t){\big )}}{\mathrm {d} t}}\ \mathrm {d} t=g{\big (}\mathrm {r} (b){\big )}-g{\big (}\mathrm {r} (a){\big )}.}
Innymi słowy całka {\displaystyle \mathrm {f} } wzdłuż {\displaystyle C} zależy wyłącznie od wartości {\displaystyle g} w punktach {\displaystyle \mathrm {r} (b)} oraz {\displaystyle \mathrm {r} (a)} i jest w ten sposób niezależna od drogi między nimi. Z tego powodu o całce krzywoliniowej pola wektorowego, które jest gradientem pola skalarnego, mówi się, że jest ona niezależna od drogi całkowania.
W szczególności, jeśli {\displaystyle C} jest krzywą zamkniętą, tzn. {\displaystyle \mathrm {r} (a)=\mathrm {r} (b),} to w rozpatrywanym przypadku
{\displaystyle \oint \limits _{C}\mathrm {f} (\mathrm {r} )\ \mathrm {dr} =0.}

## Całka zespolona
Całka krzywoliniowa jest zasadniczym narzędziem analizy zespolonej. Niech {\displaystyle U} oznacza podzbiór otwarty płaszczyzny liczb zespolonych {\displaystyle \mathbb {C} ,} przy tym dana będzie krzywa prostowalna {\displaystyle \gamma \colon [a,b]\to U} oraz funkcja {\displaystyle f\colon U\to \mathbb {C} .} Całka krzywoliniowa
{\displaystyle \int \limits _{\gamma }f(z)\ \mathrm {d} z}
może być zdefiniowana poprzez podział przedziału {\displaystyle [a,b]} na
{\displaystyle a=t_{0}<t_{1}<\dots <t_{n}=b}
i rozważenie wyrażenia
{\displaystyle \sum _{1\leqslant k\leqslant n}f{\big (}\gamma (t_{k}){\big )}{\big (}\gamma (t_{k})-\gamma (t_{k-1}){\big )}.}
Całka jest wówczas granicą tej sumy przy długościach podziałów dążących do zera.
Jeśli {\displaystyle \gamma } jest krzywą różniczkowalną w sposób ciągły, to całka krzywoliniowa może być wyznaczona jako całka funkcji zmiennej rzeczywistej:
{\displaystyle \int \limits _{\gamma }f(z)\ \mathrm {d} z=\int \limits _{a}^{b}f{\big (}\gamma (t){\big )}\gamma '(t)\ \mathrm {d} t.}
Jeśli {\displaystyle \gamma } jest krzywą zamkniętą, tzn. jej punkt początkowy i końcowy pokrywają się, to stosuje się także zapis
{\displaystyle \oint \limits _{\gamma }f(z)\ \mathrm {d} z.}
Do zasadniczych własności tej całki należy oszacowanie
{\displaystyle \left|\int \limits _{\gamma }f(z)\ \mathrm {d} z\right|\leqslant \int \limits _{\gamma }{\big |}f(z){\big |}\cdot |\mathrm {d} z|\leqslant M\operatorname {L} (\gamma ),}
gdzie:
{\displaystyle \operatorname {L} (\gamma )=\int \limits _{\gamma }|\mathrm {d} z|=\int \limits _{a}^{b}{\big |}\gamma '(t){\big |}\ \mathrm {d} t}
oznacza długość krzywej {\displaystyle \gamma ,} zaś {\displaystyle M} jest oszacowaniem górnym na wartości {\displaystyle {\big |}f(z){\big |},} tzn.
{\displaystyle M=\max _{z\in \gamma }{\big |}f(z){\big |}.}
Całki krzywoliniowe funkcji zespolonych można obliczać na wiele różnych sposobów: uprościć je za pomocą powyższego oszacowania, podzielić na części rzeczywistą i urojoną redukując problem do obliczenia dwóch całek krzywoliniowych o wartościach rzeczywistych bądź za pomocą wzoru całkowego Cauchy’ego. Jeśli całka krzywoliniowa dana jest wzdłuż krzywej zamkniętej w obszarze, gdzie funkcja jest holomorficzna i nie zawiera osobliwości, to wartością tej całki jest po prostu zero; jest to konsekwencja twierdzenia całkowego Cauchy’ego. Ze względu na twierdzenie o residuach można wykorzystać całkowanie po krzywej zamkniętej w płaszczyźnie zespolonej do znalezienia całek funkcji zmiennej rzeczywistej o wartościach rzeczywistych (przykład w artykule o twierdzeniu).

### Przykład
Niech dana będzie funkcja {\displaystyle f(z)={\tfrac {1}{z}}} oraz krzywa zamknięta {\displaystyle C} będąca okręgiem jednostkowym wokół zera, którą można sparametryzować za pomocą {\displaystyle e^{it},} gdzie {\displaystyle t\in [0,2\pi ).} Podstawiając powyższe do definicji otrzymuje się
{\displaystyle \oint \limits _{C}f(z)\ \mathrm {d} z=\int \limits _{0}^{2\pi }{\frac {1}{e^{it}}}ie^{it}\ \mathrm {d} t=i\int \limits _{0}^{2\pi }e^{-it}e^{it}\ \mathrm {d} t=i\int \limits _{0}^{2\pi }\!\mathrm {d} t=i(2\pi -0)=2\pi i.}
Wyżej, korzysta się z faktu, że dowolną liczbę zespoloną {\displaystyle z} można zapisać w postaci {\displaystyle re^{i\varphi },} gdzie {\displaystyle r} oznacza moduł {\displaystyle z,} przy czym dla okręgu jednostkowego {\displaystyle r=1,} tak więc jedyną zmienną wolną jest kąt oznaczany wyżej przez {\displaystyle \varphi ,}
Rezultat ten można porównać z wynikiem otrzymanym przez wzór całkowy Cauchy’ego.

### Całka skierowana a zespolona
Postrzegając liczby zespolone jako dwuwymiarowe wektory można zauważyć, że całka krzywoliniowa dwuwymiarowego pola wektorowego odpowiada części rzeczywistej całki krzywoliniowej sprzężenia odpowiedniej funkcji zespolonej zmiennej zespolonej. Dokładniej, jeśli {\displaystyle \mathrm {r} (t)=x(t)\mathbf {i} +y(t)\mathbf {j} } oraz {\displaystyle f(z)=u(z)+iv(z),} to
{\displaystyle \int \limits _{C}{\overline {f(z)}}\ \mathrm {d} z=\int \limits _{C}(u-iv)\ \mathrm {d} z=\int \limits _{C}(u\mathbf {i} +v\mathbf {j} )\ \mathrm {dr} -i\int \limits _{C}(v\mathbf {i} -u\mathbf {j} )\ \mathrm {dr} ,}
przy założeniu, że obie całki po prawej stronie równości istnieją, a parametryzacje {\displaystyle z(t)} oraz {\displaystyle \mathrm {r} (t)} krzywej {\displaystyle C} są zgodne (mają tę samą orientację).
Ze względu na równania Cauchy’ego-Riemanna rotacja pola wektorowego odpowiadającego sprzężeniu funkcji holomorficznej wynosi zero. Twierdzenie Stokesa sprawia, że oba rodzaje całek dają zero.
Całka krzywoliniowa może być również obliczona przez zamianę zmiennych.